# Рисунки и живопись Лермонтова

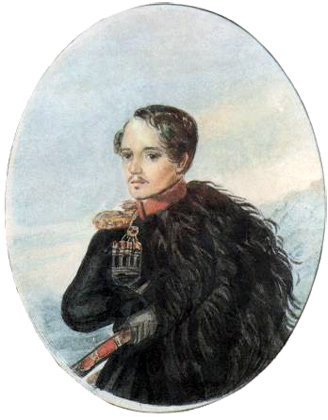
Автопортрет М. Ю. Лермонтова, 1837-38, бумага, акварель, Литературный музей, Москва

Михаил Юрьевич Лермонтов  (1814—1841),  русский поэт, прозаик и драматург,  на протяжении всей своей короткой жизни увлекался рисованием и живописью. Любовь к изобразительному искусству обнаружилась у него с самого раннего возраста: «...он был счастливо одарён способностями к искусствам; уже тогда рисовал акварелью довольно порядочно и лепил из крашеного воску целые картины...» — писал Аким Павлович Шан-Гирей, вспоминая о его детских годах.
Его первым учителем рисования был художник  Александр Степанович Солоницкий, готовивший Лермонтова к поступлению в Пансион. Позднее Лермонтов брал уроки живописи у Петра Ефимовича Заболотского, автора двух портретов Лермонтова написанных маслом в 1837 и 1840 годах. В юношеских работах Лермонтова заметно влияние Рембрандта, особенно в акварельных портретах, где применена рембрандтовская система светотеневых контрастов.
Александра Михайловна Верещагина в письме к Лермонтову в Петербург в 1835 г. писала: «…Что касается вашего рисования, говорят, что вы делаете удивительные успехи, и я этому охотно верю; умоляю, Мишель, не забрасывайте этот дар, картина, которую вы прислали Алексею [Лопухину], очаровательна».
Работы Лермонтова-художника по тематике и жанровым признакам подразделяются на следующие группы: 1) военная тема; 2) пейзажи; 3) портреты; 4) карикатуры; 5) жанровые сцены; 6) наброски и рисунки без определённого сюжета (головы, всадники, военные и лошади, и т. д.);  7) иллюстрации, включая  несколько автоиллюстраций, например, фронтиспис к поэме «Кавказский пленник», выполненный  гуашью  (1828), зарисовки к поэме «Вадим», рисунок на автографе стихотворения «На севере диком...».
Лучшие его работы связаны с Кавказом и трактованы в духе романтической живописи, созданные во время и после первой ссылки.
Сохранилась серия картин Лермонтова, выполненных маслом, множество акварелей, рисунков пером, сепией, карандашом. Однако многие рисунки и живописные полотна Лермонтова считаются утерянными.

## Живопись
Известны 13 картин Лермонтова, выполненных маслом на холсте, на картоне и на дереве.
| №  | Картина | Название                                                   | Техника / Размер (см)   | Галерея                                  | Примечания |
| -- | ------- | ---------------------------------------------------------- | ----------------------- | ---------------------------------------- | --- |
| 1  |         | «Герцог Лерма» 1832—1833                                   | Холст, масло 60×51 см   | С 1917 — в ИРЛИ (Пушкинский Дом)         | Картина написана для Алексея Александровича Лопухина. Здесь запечатлен образ человека, которого, по словам Лопухина, Лермонтов увидел во сне. Существовало семейное предание о происхождении рода Лермонтова от испанского герцога Лермы (1552—1623), которое однако соответствало действительности. |
| 2  |         | «Портрет Андрея Николаевича Муравьёва». 1836 — нач. 1838   | картон, масло 31,1×25,4 | ИРЛИ. В Лермонтовском музее с 1916.      | Надпись чернилами на обороте: «Portrait d’André Mouravieff dessiné par Lermontoff offert comme souvenir au Prince Alexandre Schachovskoy le 30 âout 1885 par la Bnne Sophie de Staël-Holstein». («Портрет Андрея Муравьева, написанный Лермонтовым и подаренный на память князю Александру Шаховскому 30 августа 1885 баронессой Софьей Сталь-Гольштейн».). Андрей Николаевич Муравьёв (1806—1874) был камергером российского императорского двора, историком Церкви, драматургом и поэтом. |
| 3  |         | «Атака лейб-гвардии гусар под Варшавой 21 авг. 1831». 1837 | картон, масло 65,8×79,3 | ИРЛИ. В Лермонтовском музее с 1916.      | Внизу подпись: «М. Лермонтовъ. 1837». Картина была обнаружена Н. П. Пахомовым в 1937 году в Военно-историческом музее артиллерии в Ленинграде и в 1951 передана в ИРЛИ. |
| 4  |         | «Вид Тифлиса». 1837                                        | картон, масло 32,2×39,5 | ГЛМ (Государственный Литературный музей) | Картина подарена Лермонтовым своему родственнику генералу П. И. Петрову в Ставрополе в 1837. |
| 5  |         | «Вид Пятигорска». 1837—38                                  | картон, масло 65,8×79,3 | ГЛМ.                                     | внизу монограмма: «М. Л.». Вид на город со стороны подъема к гроту. |
| 6  |         | «Кавказский вид с саклей». 1837—38                         | картон, масло 36×43,5   | ИРЛИ.                                    | Военно-Груз. дорога близ Мцхеты. |
| 7  |         | «Кавказский вид возле селения Сиони». 1837—38              | холст, масло            | Государственный заповедник «Тарханы».    | Военно-Груз. дорога, ущелье близ Коби; без подписи. |
| 8  |         | «Вид горы Крестовой». 1837—38                              | картон, масло           | Музей Л. в Пятигорске.                   | Картина изображает панораму, к-рая открывается от начала подъема на Крестовую (описана в повести «Бэла») |
| 9  |         | «Кавказский вид с верблюдами». 1837—38                     | холст, масло 62×72      | ИРЛИ.                                    | Развалины скалы Тамарасцихе близ селения Караагач. |
| 10 |         | «Воспоминание о Кавказе». март — апрель 1838               | картон, масло           | ИРЛИ.                                    | Авторство Л. засвидетельствовал А. И. Арнольди. |
| 11 |         | «Черкес» март — апрель 1838                                | картон, масло 27,2×22   | ИРЛИ.                                    | Сохранилось свидетельство А. И. Арнольди, что картина сделана при нем «в час времени в Селищенских казармах...». |
| 12 |         | «Сцена из кавказской жизни». 1838                          | дерево, масло           | ГЛМ.                                     | Поступила из ФРГ при содействии И. Андроникова. |
| 13 |         | «Перестрелка в горах Дагестана». 1840—41                   | холст, масло            | ГЛМ.                                     | В 80-х гг. на холсте сохранялась надпись «В горах Дагестана. М. Ю. Л.». |

## Акварели
Сохранились более сорока  акварелей Лермонтова, 13 из которых находится в альбоме, принадлежавшем М. А. Шан-Гирей, куда они вносились в течение 11 лет. Только некоторые из них датированы, датировка других остается предположительной.
| № | Акварель | Название                                            | Техника / Размер (см)      | Галерея | Примечания |
| - | -------- | --------------------------------------------------- | -------------------------- | --- | --- |
| 1 |          | Пейзаж с озером 1825                                | бумага, акварель 7,4×13,9  | Альбом М. М. Лермонтовой, л. 65. ПБ (Государственная публичная библиотека им. М. Е. Салтыкова-Щедрина, Санкт-Петербург). | Внизу рукою Лермонтова: «M. L. l’an 1825 le 13 juin aux Eaux chaudes». Еще ниже, рукою Рыбкина: «Рисунок юного Лермонтова с натуры». |
| 2 |          | Морской вид с парусной лодкой, фрагмент <1828—1831> | бумага, акварель 9×15,5.   | Альбом М. М. Лермонтовой, л. 24. ПБ (Государственная публичная библиотека им. М. Е. Салтыкова-Щедрина, Санкт-Петербург). | Внизу надпись рукою Рыбкина: «Его же Лермонтова виды Кавказа». В стихах после 1832 года Лермонтов часто пишет о море («Примите дивное посланье», «Для чего я не родился», «Белеет парус одинокий»). Однако по своей живописной манере акварель датируется более ранним временем и, по-видимому, иллюстрацией к этим стихам не является. |
| 3 |          | Эмилия, персонаж пьесы «Испанцы». 1830—1831         | бумага, акварель           | ГЛМ | Предположительно Лермонтов изобразил свою возлюбленную Варвару Лопухину. Акварель принадлежала Лопухиной, передана по её просьбе А. М. Верещагиной-Хюгель, в 1961 обнаружена в Западной Германии; в 1962 привезена в Россию И. Андрониковым.                                                                                            |
| 4 |          | «Пейзаж с двумя берёзами». <1829—1831>              | бумага, акварель 8,7×14,7. | Альбом М. М. Лермонтовой, л. 62. ПБ (Государственная публичная библиотека им. М. Е. Салтыкова-Щедрина, Санкт-Петербург). | Слева с краю надпись карандашом: «Рисунок Лермонтова». Внизу карандашом надпись рукою Рыбкина: «Чету белеющих берез». |
| 5 |          | «Пейзаж с мельницей и скачущей тройкой». 1835       | бумага, акварель           | ЛБ Гос. публ. библиотека им. В. И. Ленина, Москва.                                                                       | Без даты и подписи. Акварель находилась в собрании О. А. Новосильцевой. Датируется условно 1835 г |

## Рисунки
Сохранилось более 300 рисунков и набросков Лермонтова.
| №  | Рисунок | Название                                                                        | Техника / Размер (см)                                      | Галерея                                                        | Примечания |
| -- | ------- | ------------------------------------------------------------------------------- | ---------------------------------------------------------- | -------------------------------------------------------------- | --- |
| 1  |         | «Тройка у постоялого двора» или «Тройка в санях у почтовой станции» <1832—1834> | бумага, карандаш 16,3×21                                   | 22-я тетрадь. Институт литературы, Санкт-Петербург             | Из Юнкерского альбома Лермонтова (22-я тетрадь Лермонтова). Альбом содержит 210 рисунков на 68 листах. Лист 20, рис. 63.                                                                             |
| 2  |         | «Типы крестьян». <1832—1834>                                                    | бумага, карандаш                                           | 22-я тетрадь. Институт литературы, Санкт-Петербург             | Лист набросков. Лист 13, рис. 39—43. |
| 3  |         | Илл. к повести А. А. Бестужева (Марлинского) «Аммалат-Бек». <1832—1834>         | бумага, перо, чернила. 9,5×20,6                            | 22-я тетрадь. Институт литературы, Санкт-Петербург             | Изображение Аммалат-Бека на коне с шашкой через плечо и кинжалом за поясом, стреляющего из ружья в полковника Верховского на фоне гор. Лист 50, рис. 163.                                            |
| 4  |         | «Схватка горцев с казаками». <1832—1834>                                        | бумага, карандаш 5×4,5, л.                                 | 22-я тетрадь. Институт литературы, Санкт-Петербург             | Изображение Аммалат-Бека на коне с шашкой через плечо и кинжалом за поясом, стреляющего из ружья в полковника Верховского на фоне гор. Лист 5, рис. 10.                                              |
| 5  |         | «Зарисовки военных. Шаржи» или «Четыре фигуры военных» <1832—1834>              | бумага, карандаш 1) 9,5×4,5 2) 9,7×3 3) 9,5×6,5 4) 9,5×4,5 | 22-я тетрадь. Институт литературы, Санкт-Петербург             | Лист набросков. Лист 43 об., рис. 137—140. |
| 6  |         | «Два всадника, едущие шагом» <1832—1834>                                        | бумага, перо, чернила 10×16                                | 22-я тетрадь. Институт литературы, Санкт-Петербург             | Два всадника с ружьями за плечами. У одного трубка во рту, у другого нагайка в руке. Лист 17, Рис. 56                                                                                                |
| 7  |         | «Крестьянин, сидящий под деревом около избы». <1832—1834>                       | бумага, перо, чернила                                      | 22-я тетрадь. Институт литературы, Санкт-Петербург             | Рис. № 161 |
| 8  |         | «Скачущая неоседланная лошадь». <1833–1834>                                     | бумага, перо, чернила 14,7 × 20,4                          | Российская национальная библиотека — Ф. 429 (Лермонтов). № 40. | Подпись: “M. Lerma”. Рисунок вырезан из тетради и имеет форму круга. Наклеен на серую, на обороте зеленую глянцевую бумагу. На обороте поясн. записи П. А. Висковатова и регистратурная помета. 2 л. |
| 9  |         | «Молодая женщина и старуха». <1835—1836>                                        | бумага, итальянский карандаш 12,2×18,3                     | ИЛ. — Институт литературы (Пушкинский дом)                     | Поступил в ЛМ в 1894 г. от кн. В. Н. Максутова. |
| 10 |         | «Развалины на берегу Арагвы». 1837                                              | бумага, карандаш 13,5×18,4                                 | ИЛ. — Институт литературы (Пушкинский дом)                     | Справа вверху рукою Лермонтова: «Лермонтов», внизу слева его же рукою: «Развалины на берегу Арагвы в Грузии». Поступил в 1923 г. от В. Н. Аргутинского-Долгорукова из Парижа.                        |
| 11 |         | «Черкес с лошадью». 1835-1837                                                   | бумага, итальянский карандаш                               | ИЛ. — Институт литературы (Пушкинский дом)                     | |
| 12 |         | «Всадник и всадница». 1841                                                      | бумага, карандаш                                           |                                                                | |
| 13 |         | «Осёдланная лошадь». 1830-е годы                                                | сепия                                                      |                                                                | |